# Siarhieï Doubaviets
Siarhieï Ivanavitch Doubaviets (en biélorusse : Сяргей Іванавіч Дубавец), né le 17 septembre 1959 à Mazyr, est un journaliste et écrivain biélorusse. Il a été éditeur en chef du journal en langue biélorusse Nacha Niva de 1991 à 2000.

## Œuvres
- « Praktykavanni » (Pratiques, 1991),
- « Русская книга » (Le Livre russe, 1997),
- « Dzionnik pryvatnaha tchalavieka » (Le Journal d'une personne privée, 1998).